# Johan Eric Berglöf
Johan Eric Berglöf, född 5 november 1787 i Täby, död 9 juni 1845 i Jakobs församling, Stockholm, var en svensk instrumentmakare i Stockholm verksam 1820–1845. Hans änka fortsatte verksamheten till 1850.

## Biografi
Berglöf föddes 5 november 1787 på Hägernäs i Täby. Han var son till bonden Jan Andersson och Brita Stina Isaksdotter. Flyttade 1797 till Bärby i Fogdö.
Han flyttade 1806 till snickarmästaren Gottlieb Iwersson i Jakobs församling i Stockholm och arbetade som lärling hos honom. Mellan 1812 och 1814 var han gesäll hos instrumentmakaren Johan Söderberg. 1816 var han snickar- och instrumentmakargesäll hos Gustav Ekstedt. 1825 flyttade familjen till Jakobs församling i Stockholm och bosatte sig i kvarteret Trollhättan 6.
Berglöf gifte sig 7 april 1816 i Hedvig Eleonora församling i Stockholm med Anna Sophia Enström (född 1797). De fick tillsammans barnen Sophia Albertina (född 1816), Johan Frantz (född 1818), Fredrika Carolina Charlotta (född 1820), Alexander Magnus (född 1821), Richard Ferdenand (född 1823), Carl Reinhold (född 1824), Eric Wictor (född 1825), August Theodor (född 1827), Emilie Cecilia (född 1828), Augusta Amalia (född 1830), Gustaf Adolf (född 1831), Emma Lovisa (född 1833) och Anna Josephina (född 1838).
Han avled 9 juni 1845 i Jakobs församling i Stockholm.

## Medarbetare och gesäller
- 1826-1827 - Pehr Rosenwall. Han var instrumentmakaregesäll hos Berglöf.
- 1826-1827 - Anders Söderberg (född 1800). Han var gesäll hos Berglöf.
- 1826-1827 - Joh. S. Sandström (född 1801). Han var gesäll hos Berglöf.
- 1826-1827 - Carl Ludvig Bernström (född 1808). Han var lärling hos Berglöf.
- 1826-1828 - Nils Carlquist (född 1797). Han var gesäll hos Berglöf.
- 1826-1829 - Johan Adam Lindberg (född 1807). Han var lärling hos Berglöf.
- 1826-1829 - Johan Kjellström (1795-1854). Han var gesäll hos Berglöf.
- 1826-1830 - Carl Gustaf Brunström (1808-1851). Han var lärling hos Berglöf.
- 1826-1838 - Anders Sjöblom (född 1775). Han var gesäll hos Berglöf.
- 1826-1830 - Johan Christian Wancke (1810-1850). Han var lärling hos Berglöf.
- 1827-1828 - Lars Wise (född 1791). Han var gesäll hos Berglöf.
- 1827-1833 - Johan Peter Malmström (född 1812). Han var lärling hos Berglöf och 1833 blev han gesäll.
- 1828 - Thorkel Thorén (född 1790). Han var gesäll hos Berglöf.
- 1829-1832 - Erik Petersson (född 1808). Han var lärling hos Berglöf.
- 1829 - Anders Ahlfors (född 1805). Han var gesäll hos Berglöf.
- 1830-1831 - Zacharias Grönvall (född 1798). Han var gesäll hos Berglöf.
- 1830-1831 - Anders P. Vennerström (född 1801). Han var gesäll hos Berglöf.
- 1830-1832 - Per Pettersson Hedlund (född 1809). Han var lärling hos Berglöf.
- 1830-1837 - Ludvig Emanuel Hessling (född 1814). Han var lärling hos Berglöf och 1835 blev han gesäll.
- 1830 - Fredrik Apelgren (född 1804). Han var gesäll hos Berglöf.
- 1830 - Gabriel Skeppner (född 1800). Han var gesäll hos Berglöf.
- 1830 - Fr. C. Åberg (född 1808). Han var lärling hos Berglöf.
- 1830 - L. Chr. Lennström (född 1811). Han var lärling hos Berglöf.
- 1830 - Gustaf J. Norberg (född 1802). Han var lärling hos Berglöf.
- 1831 - Fr. G. Schoppner (född 1800). Han var gesäll hos Berglöf.
- 1831 - August Lagerqvist (född 1809). Han var gesäll hos Berglöf.
- 1831 - A. Jäderlund (född 1813). Han var lärling hos Berglöf.
- 1832 - Matthias Liljequist (född 1800). Han var gesäll hos Berglöf.
- 1832 - Anders Peter Fahrstedt (född 1812). Han var gesäll hos Berglöf.
- 1833-1834 - Olof Ekström (född 1807). Han var gesäll hos Berglöf.
- 1833-1838 - Erik Klingborg (född 1808). Han var gesäll hos Berglöf.
- 1833-1837 - Anders Kärnlund (född 1816). Han var lärling hos Berglöf.
- 1833-1837 - Carl Adolf Stenberg (född 1815). Han var lärling hos Berglöf.
- 1833-1836 - Anders Gustaf Broberg (född 1808). Han var lärling hos Berglöf.
- 1834-1838 - Gustaf Christoffer Klint (född 1812). Han var lärling hos Berglöf.
- 1834-1836 - Hans Andersson (född 1809). Han var gesäll hos Berglöf.
- 1834 - N. P. Gullberg (född 1809). Han var gesäll hos Berglöf.
- 1835 - Mathias Elof Kemner (född 1805). Han var gesäll hos Berglöf.
- 1835 - Jonas Brodell (född 1810). Han var gesäll hos Berglöf.
- 1835 - David Johan Ångström (född 1803). Han var gesäll hos Berglöf.
- 1836-1838 - Olof Jonsson Hortlund (född 1820). Han var lärling hos Berglöf.
- 1836-1838 - Johan Rosslin (född 1819). Han var lärling hos Berglöf.
- 1837 - Anders Rolf (född 1812). Han var gesäll hos Berglöf.
- 1837-1838 - Nils Gustaf Marklund (född 1815). Han var lärling hos Berglöf.
- 1838 - Johan P. Roos (född 1818). Han var gesäll hos Berglöf.